# Tony Guldbrandzén
Nils Tony Guldbrandzén (* 10. Oktober 1942 in Kristinehamn; † 15. April 2010 in Tumba) war ein schwedischer Geistlicher der Schwedischen Kirche und Bischof von Härnösand.

## Leben
Tony Guldbrandzén studierte Theologie an der Johannelunds teol högskola und wurde am 13. Mai 1967 in Uppsala ordiniert. Danach wirkte er als Pfarrer in Tumba und Farsta sowie als Probst in Enskede. Er war ab 1977 Verlagsleiter des kirchlichen EFS-Verlags und ab 1981 des Verlags Verbum. Im Jahr 1999 wurde er Dompfarrer (schwedisch domprost) in Stockholm.
2001 wurde Tony Guldbrandzén zum Bischof von Härnösand gewählt. Sein Wahlspruch lautete Gud verkar – uppmuntra varandra („Gott ist am Werke – ermutigt ihr einander“). Am 8. November 2009 trat er altersbedingt in den Ruhestand.

## Wirken
Guldbrandzén engagierte sich in politischen und gesellschaftlichen Angelegenheiten. So demonstrierte er gegen den Irakkrieg und beteiligte sich an der 2005/2006 stattfindenden Diskussion über die Aufnahme von Geflüchteten.